# Ilema
Ilema é um gênero de traça pertencente à família Arctiidae.